# 墨沙拿戰役
墨沙拿戰役是發生於前265年至前264年第一場羅馬共和國和迦太基的軍事衝突，此場戰役象徵著第一次布匿戰爭的開始。在那段時間及意大利南部的成功後，西西里對羅馬愈來愈重要。

## 外部連結
- The General History of Polybius （页面存档备份，存于） By Polybius, James Hampton.